# Contea di Lodrone
La contea di Lodrone è stata un'antica giurisdizione feudale del principato vescovile di Trento, poi della contea del Tirolo legata alle vicissitudini della nobile famiglia dei Conti Lodron. Situata nella parte sud occidentale del Trentino, il territorio della contea si estendeva sui paesi di Lodrone, Darzo, Riccomassimo (oggi frazioni del comune di Storo),  Bondone, Magasa e Val Vestino. Fondata attorno al 1100, abolita da Napoleone Buonaparte nel 1802 con le altre 8 giurisdizioni patrimoniali trentine e lo stesso principato, ricostituita dopo il congresso di Vienna, fu definitivamente abrogata nel 1826.

## Storia
Le prime notizie documentate della contea risalgono al 27 agosto 1185, quando in seguito alla lotta fra le fazioni dei guelfi e dei ghibellini per il possesso del Trentino, uscirono vincitori questi ultimi, cosicché Enrico di Appiano, nobile bavarese, della casa guelfa fu costretto a vendere al principe vescovo di Trento, Alberto III di Madruzzo (1184 – 1188), tutti i beni che possedeva nelle Giudicarie ad eccezione dei feudi di cui aveva investito i suoi nobili vassalli e militi, Calapino di Lodrone, Gumpone di Madruzzo e Bozone di Stenico.
Quattro anni dopo, la domenica del 4 giugno 1189 a Storo nella chiesa di San Floriano, sette illustri famiglie storesi strinsero fra di loro un patto e giurarono solennemente di rispettarne i dettami ivi contenuti per appianare secondo diritto tutte le liti e le controversie che potevano insorgere negli anni a venire riguardo al possesso del castello di Lodrone e delle proprietà che Calapino aveva nella pieve di Condino ed in quella della Valvestino.
Nel 1456 Pietro Lodron diede origine al ramo lagarino dei Lodron, che dominò sul Feudo di Castellano e Castelnuovo fino al 1703; sarà poi gestito dai Lodron giudicaresi fino al 1842.
In origine il campo d'azione dei Lodrone fu circoscritto al territorio compreso tra la sponda nord del lago d'Idro e la pieve di Bono,  tra il comune di Bagolino e la Val Vestino. Mantennero beni e giurisdizione anche nel Bresciano, a Salò, a Concesio, in Val Camonica e perfino nel lontano Piemonte ad Acqui nel Monferrato con il feudo di Morsasco posseduto dal 1530 sino all'estinzione della linea di discendenza maschile avvenuta nel 1599.
Per tutto il Quattrocento furono risolutamente intenzionati, ma invano, alla costituzione di una signoria indipendente che si estendesse dalla terra di Bagolino e dal Garda bresciano, attraverso la Valle del Sarca, fino alla Val Lagarina dove nel 1456 i Lodron riuscirono, con il beneplacito di Giorgio Hack vescovo di Trento, ad impadronirsi dei feudi di Castelnuovo di Noarna e di Castellano. Condussero senza interruzione una politica ambigua nei confronti del vescovo, loro signore feudale, e degli stati confinanti che è ben riassunta nelle parole di Cesare Agostino Festi, noto storico e genealogista di questa Casata: “Questi, or guelfi, or ghibellini a seconda del lor tornaconto, sempre però intenti a rendersi indipendenti, in ciò favoriti dall'ubicazione de' loro castelli e possessi posti al confine del principato, si diedero or a Milano, or a Venezia, ora agli Scaligeri, or ai Conti del Tirolo pur di torsi di dosso la sudditanza dai Vescovi” .

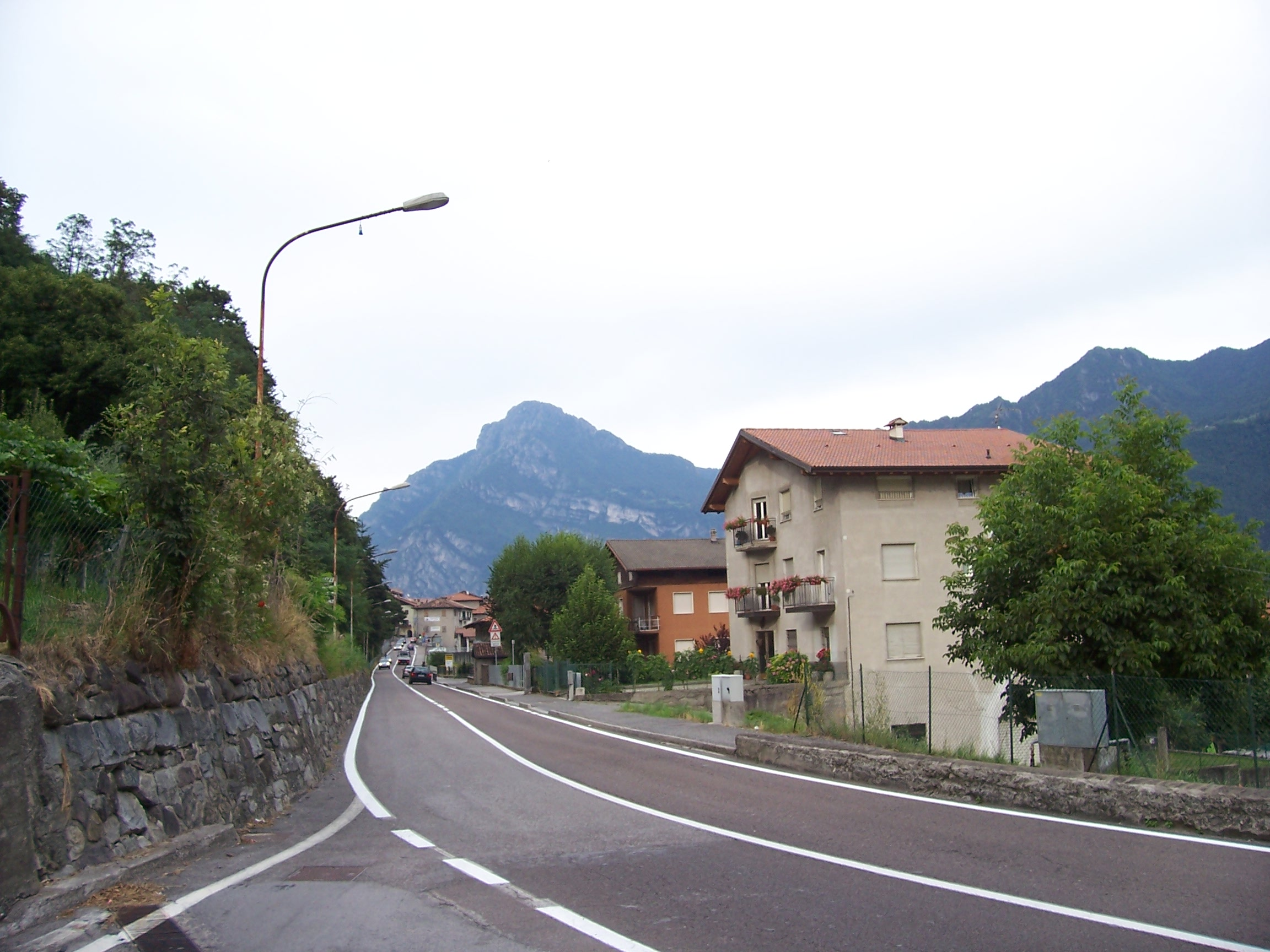
Lodrone di Storo

L'occupazione napoleonica dell'Italia avvenuta nella primavera del 1797 e la conseguente instaurazione di amministrazioni di stampo filo-francese spazzarono via gli ultimi residui feudali esistenti in Italia. Il principato Vescovile di Trento e quello di Bressanone furono secolarizzati nel 1802 e le nove giurisdizioni patrimoniali trentine, compresa quella di Lodrone-Valvestino, furono abolite, così come furono abolite anche le due giurisdizioni autonome delle Sette Pievi delle Giudicarie e della Magnifica Comunità di Fiemme. Con la sconfitta di Napoleone Buonaparte, il congresso di Vienna del 1815 ristabilì gli antichi privilegi feudali restituendo, tra l'altro, il Trentino all'Austria e la giurisdizione di Lodrone ai suoi antichi proprietari.
Il 19 giugno 1826 i conti, dopo sei secoli d'incontrastato dominio, rinunceranno definitivamente alla loro giurisdizione a favore della subentrata amministrazione austriaca pur conservando le libere proprietà, poi alienate principalmente nel corso del Novecento.

## Reggenti della contea di Lodrone
- Giorgio Lodron
- Giovanni Battista Lodron
- Ludovico Lodron
- Sebastiano Paride Lodron
- Gerolamo Lodron
- Carlo Ferdinando Lodron
- Francesco Giuseppe Maria Lodron

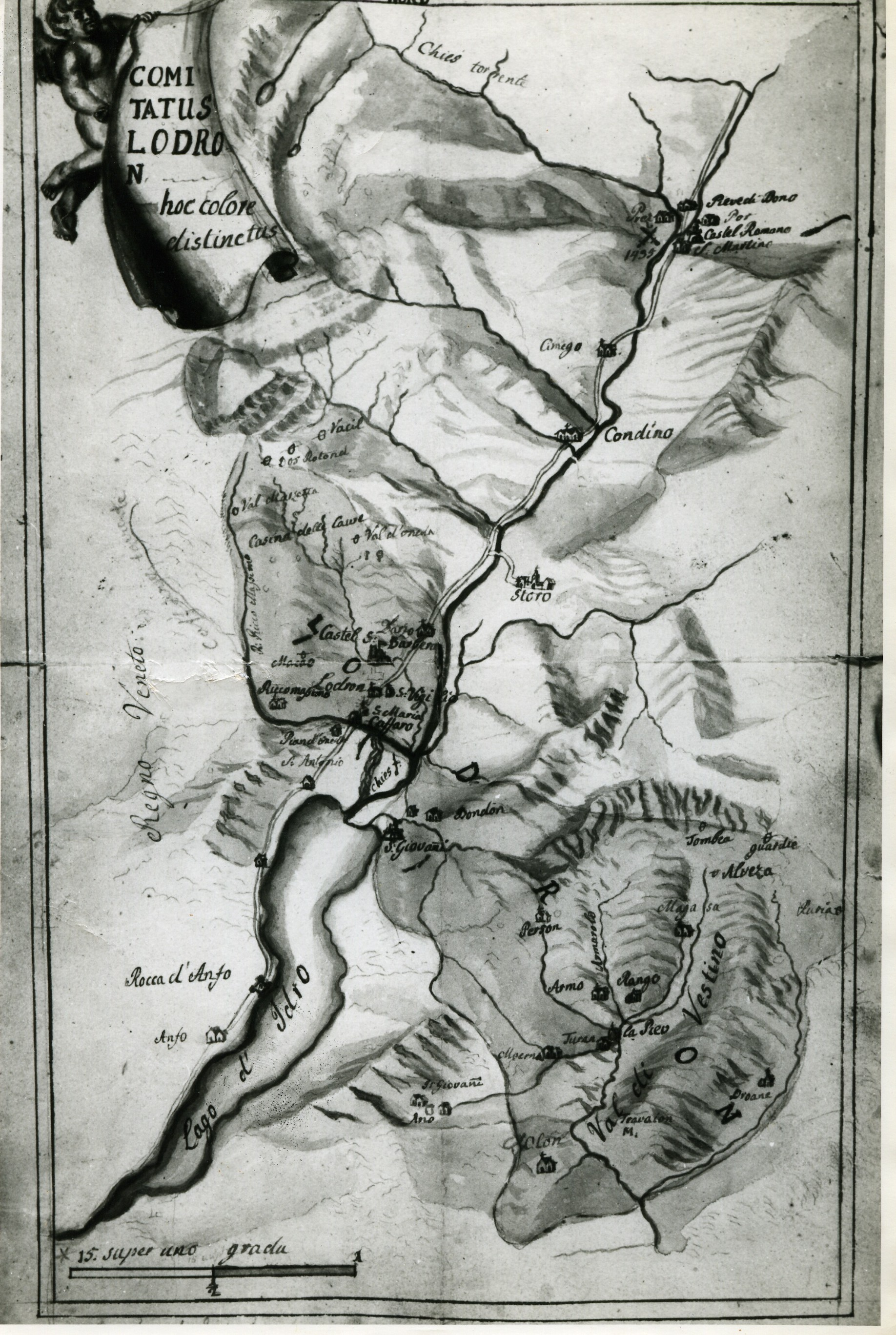
L'antico territorio della contea di Lodrone

- Massimiliano Alar Valentino Settimo Lodron